# محمد سعد الدين شريف
الفريق محمد سعد الدين شريف (1917 - 1997) هو عسكري وسياسي وعضو برلمان مصري، كان يشغل منصب قائد السرب الملكي وكبير الياوران في عهدي جمال عبد الناصر والسادات وكان قائد القوات الجوية المصرية بشكل مؤقت وتولى منصب المستشار الأول للرئيس في الطيران.
كان عضو في مجلس الشعب المصري ممثلاً دائرة صهرجت الكبرى لست دورات متتالية عن مقعد الفئات، كذلك كان الرئيس السابق للاتحاد الكشفي للبرلمانيين العرب ورئيس الاتحاد العربي لقدامى الكشافين، وحصل عام 1996 على وسام الذئب البرونزي، وتوفي عام 1997.

## حياته
ولد عام 1917 وألتحق بالكلية الحربية، وصار أحد طياري السرب الملكي، وأثناء خدمته استطاع إدخال تعديلات على طائرتين من طراز «داكوتا» وتم تحويلها إلى قاذفات للقنابل الميدانية، وشارك في حرب 1948 بفلسطين وكان برتبة يوزباشي، وقام بثلاثة غارات ناجحة على مدينة تل أبيب.
استمر في سلاح الجو عقب ثورة يوليو 1954 حتى وصل لرتبة لواء طيار ثم ألتحق برئاسة الجمهورية كياور جوى، وكان مسئول عن تأمين الطائرات التي يستخدمها الرئيس في رحلاته الجوية.

## كبير الياوران

### في عهد عبد الناصر
بعد إلتحاقه كياور جوي صار لاحقاً كبير الياوران وحصل على رتبة فريق طيار، وعقب نكسة 1967 قام عبد الناصر بعزل قائد القوات الجوية الفريق أول صدقي محمود ورئيس أركانه الفريق جمال عفيفي ضمن قيادات الجيش الذي قرر تحويلهم للمحاكمة، وقرر الرئيس عبد الناصر استشارته لتعيين قائد جديد، فقام بترشيح الفريق مدكور أبو العز والذي كان قد أحيل للتقاعد قبلها وتم تعيينه محافظاً لأسوان، وتولى سعد الدين الشريف قيادة القوات الجوية مؤقتاً وأستمر لمدة يوم لحين قدوم مدكور أبو العز وتسلم المنصب مما جعله أقصر من تولى قيادة سلاح الطيران في تاريخ مصر.
عقب تولي مدكور أبو العز عرض عليه تولي منصب رئيس الأركان إلا أن الرئيس عبد الناصر رفض طلبه معللاً بأنه يستحيل الاستغناء عن الفريق شريف لحاجته له في رئاسة الجمهورية، ولكنه لم يمانع استشارته في أي أمور تخض سلاح الطيران، وبالفعل بعد عدة أيام طلب الفريق مدكور أبو العز استشارته لاختيار مواقع لإنشاء مجموعة مطارات في منطقة الدلتا.
بحسب مذكرات شريف كان الفريق أول محمد فوزي القائد العام للقوات المسلحة وقتها لا يرغب في ترشيح مدكور أبو العز، ولكن قيام سعد الدين شريف بترشيحه للرئيس عبد الناصر تسبب في حدوث خلاف شخصي معه، وبحسب أقواله بأنه حينما سأله فوزي عن مدى رضاه في الياوران أخبره بأنه يريد العودة للقوات الجوية مرة أخرى أو الإحالة للمعاش، فقام بإبلاغ الرئيس عبد الناصر برغبة شريف بالتقاعد مما أثار غضبه فوافق على هذا، فقام محمد فوزي فوراً في 20 يونيو 1968 بإصدار قرار إحالة سعد الدين شريف للتقاعد بناءاً على طلبه.
ولكن بعد مرور 8 شهور في أبريل عام 1969 وأثناء زيارة عبد الناصر لليبيا تعرضت طائرته للخطر أثناء هبوطها في مطار بنغازي، وكانت عجلات الطائرة اصيبت بخلل ولم يتمكن الطيار من إنزالها، إلا أن الطائرة نجحت بالفعل من الهبوط في النهاية، وعلى الفور قام عبد الناصر باستدعاء الفريق شريف مرة أخرى وإعادته للخدمة ويصبح مرة أخرى مسئول عن تأمين رحلات الطيران لرئيس الجمهورية.
وعقب وفاة الرئيس جمال عبد الناصر عام 1970 كان أحد الذين أشرفوا على الجنازة.

### في عهد السادات
عقب تولي السادات الحكم أستمر في منصبه ككبير للياوران، إلا أنه بعد عدة أشهر قام السادات بحملة للتخلص من الضباط الأحرار وكبار قيادات الجيش في عهد عبد الناصر، وكان الفريق سعد الدين شريف ضمن قائمة المحالين إلى المعاش، وقرر السادات بأن يتم دفع الفرق بين الراتب والمعاش من مصاريف رئاسة الجمهورية، إلا أن الفريق شريف رفض ذلك وتمسك بتقاضي المعاش المقرر فقط مما جعل السادات يصاب بالحرج، وكان الفريق أول محمد صادق القائد العام ووزير الدفاع وقتها قد أقترح على السادات تكريم الفريق شريف قبل إحالته للمعاش، مما جعل السادات يصدر قرار بتعيين الفريق شريف كمستشار لرئيس الجمهورية في شئون الطيران وكذلك لكي يحتفظ بكامل راتبه.
وبعد تعينه في المنصب لفترة قصيرة أكتشف أن المنصب شرفي وليس له أي أدوار أو مهام مما دفعه للاستقالة، وأعتزال بعدها حياته العسكرية.

## دوره في البرلمان
كان عضو في مجلس الشعب المصري ممثلاً دائرة صهرجت الكبرى لست دورات متتالية عن مقعد الفئات، تولى رئاسة لجنة الدفاع وتولى رئاسة مجلس الشعب فور اغتيال الدكتور رفعت المحجوب رئيس مجلس الشعب الأسبق باعتباره الأكبر سناً بين النواب.
أيضاً شهد أيضاً مناقشات مجلس الشعب حول معاهدة السلام المصرية الإسرائيلية التي أبرمت في 26 مارس 1979 في واشنطن العاصمة، وصدق عليها المجلس في 10 أبريل من نفس العام بعد موافقة 329 نائباً وكان ضمن الموافقين.

## دوره في الحركة الكشفية
كان لسعد الدين شريف دوراً بارز في الحركة الكشفية منذ عام 1986، حيث كان رئيس مجلس إدارة الاتحاد العام المصري للكشافة والمرشدات، والرئيس السابق للاتحاد الكشفي للبرلمانيين العرب ورئيس الاتحاد العربي لقدامى الكشافين والمرشدات.

## جوائز وأوسمة
حصل على قلادة الكشاف العربي عام 1990 من المنظمة الكشفية العربية، وحصل على وسام الذئب البرونزي عام 1996 والذي تمنحه اللجنة الكشفية العالمية.

## وفاته
توفي سعد الدين في 1997 وتم تشييع جثمانه في جنازة رسمية وعسكرية حضرها كبار رجال الدولة.

## تكريمه
تم تسمية إحدى المدارس بأسمه (مدرسة سعد الدين شريف الثانوية المشتركة) والتي تقع في ميت غمر بمحافظة الدقهلية.